# Minimalphasensystem
Das Minimalphasensystem ist ein mehrdeutiger Begriff aus der Systemtheorie sowie den verwandten Disziplinen der Nachrichtentechnik, der Regelungstechnik und der Elektrotechnik. In den verschiedenen Fachgebieten sind unterschiedliche, untereinander nicht konsistente Definitionen gebräuchlich. Beispielsweise kann ein Minimalphasensystem ein lineares zeitinvariantes System bezeichnen, dessen Systemfunktion nur Nullstellen im stabilen Bereich der komplexen Bildebene aufweist oder allgemein (auch für nichtlineare Systeme) dessen Nulldynamik stabil ist. Der Begriff des minimalphasigen Systems gilt sowohl für zeitkontinuierliche als auch zeitdiskrete Systeme.
Lineare Systeme, die minimalphasig im Sinne der ursprünglichen Definition von Bode sind, besitzen die Eigenschaft, für einen gegebenen Amplitudenverlauf die kleinstmögliche Gruppenlaufzeit zu besitzen.
Häufig wird ein „inverses Antwortverhalten“ der Sprungantwort eines Systems mit dem Begriff der Nichtminimalphasigkeit verknüpft.

## Lineare, zeitkontinuierliche Systeme
Für zeitkontinuierliche Systeme, deren Übertragungsfunktion als Laplace-Transformierte der Impulsantwort bestimmt wird, ist der instabile Bereich der Bildebene die rechte Halbebene mit positivem Realteil. Ein zeitkontinuierliches minimalphasiges System hat nur Nullstellen und – je nach Definition – Pole im linken Bereich der komplexen Halbebene. Anders ausgedrückt ist ein System mit rationaler Übertragungsfunktion G(s):
{\displaystyle G(s)={\frac {Z(s)}{U(s)}}}
genau dann minimalphasig, wenn es keine Nullstellen rechts der imaginären Achse hat. Je nach Definition wird
{\displaystyle \operatorname {Re} (s_{z})\leq 0}
oder
{\displaystyle \operatorname {Re} (s_{z})<0}
gefordert. Wird bei der Definition der Minimalphasigkeit auch auf die Lage der Pole eingegangen, müssen diese beispielsweise auch
{\displaystyle \operatorname {Re} (s_{u})\leq 0}
erfüllen.

## Zeitdiskrete Systeme
Für zeitdiskrete Systeme, deren Übertragungsfunktion als z-Transformierte der Impulsantwort bestimmt wird, ist der instabile Bereich der Bildebene derjenige außerhalb des Einheitskreises. Ein zeitdiskretes minimalphasiges System hat Nullstellen nur innerhalb des Einheitskreises oder (je nach Definition) genau auf dem Einheitskreis.

## Bedeutung
Manche Autoren sind der Meinung, dass minimalphasige Systeme beispielsweise im Bereich der Regelungstechnik bedeutsam sind. Alle nicht-minimalphasigen Systeme können stets in einen minimalphasigen Anteil und einen Allpass zerlegt werden, was zur besseren Betrachtung des Systems bzw. zu einfacheren Entwicklung eines Reglers führen kann.
Anderen Quellen zufolge ist der namensgebende, minimale Verlauf der Phasenkennlinie eines Minimalphasensystems für regelungstechnische Belange nicht interessant.